# Castelo do Neiva
Castelo do Neiva es una freguesia portuguesa del concelho de Viana do Castelo, con 7,64 km² de superficie y 3.203 habitantes (2001). Su densidad de población es de 419,2 hab/km².